# Indotyphlops pammeces
Indotyphlops pammeces — вид змій родини сліпунів (Typhlopidae). Ендемік Індії.

## Поширення і екологія
Indotyphlops pammeces мешкають в штаті Тамілнаду на південному сході Індії. Вони живуть в сухих чагарникових заростях.